# Achroia grisella
Achroia grisella, molia mică a cerii este un dăunător al albinelor melifere. Moliile cerii au fost observate pentru prima dată în America de Nord în 1806.